# Anton Winkler
Anton Winkler (n. 23 februarie 1954, Bischofswiesen, Bavaria, Germania – d. 8 octombrie 2016, Berchtesgaden, Bavaria, Germania) a fost un sănier ce a reprezentat Germania, medaliat olimpic. A participat la 2 ediții ale Jocurilor Olimpice (1976, 1980) în care a câștigat o medalie de bronz.